# Бариш
Бариш (рус. Барыш) град је у Русији у Уљановској области. Према попису становништва из 2010. у граду је живело 17149 становника.

## Становништво
| 1939.  | 1959.  | 1970.  | 1979.  | 1989.  | 2002.  | 2010.  |
| ------ | ------ | ------ | ------ | ------ | ------ | ------ |
| 12.500 | 17.909 | 20.792 | 20.288 | 20.213 | 18.902 | 17.149 |